# Montreuil-l'Argillé
Montreuil-l'Argillé és un municipi francès situat al departament de l'Eure i a la regió de Normandia. L'any 2007 tenia 781 habitants.

## Demografia

### Població
El 2007 la població de fet de Montreuil-l'Argillé era de 781 persones. Hi havia 348 famílies de les quals 120 eren unipersonals (52 homes vivint sols i 68 dones vivint soles), 108 parelles sense fills, 92 parelles amb fills i 28 famílies monoparentals amb fills.
La població ha evolucionat segons el següent gràfic:
Habitants censats

### Habitatges
El 2007 hi havia 452 habitatges, 356 eren l'habitatge principal de la família, 48 eren segones residències i 47 estaven desocupats. 400 eren cases i 49 eren apartaments. Dels 356 habitatges principals, 228 estaven ocupats pels seus propietaris, 121 estaven llogats i ocupats pels llogaters i 7 estaven cedits a títol gratuït; 6 tenien una cambra, 25 en tenien dues, 77 en tenien tres, 105 en tenien quatre i 144 en tenien cinc o més. 282 habitatges disposaven pel capbaix d'una plaça de pàrquing. A 196 habitatges hi havia un automòbil i a 106 n'hi havia dos o més.

### Piràmide de població
La piràmide de població per edats i sexe el 2009 era:
| Homes | Edats   | Dones |
| ----- | ------- | ----- |
| 0     | 95 o +  | 0     |
| 0     | 90 a 94 | 8     |
| 4     | 85 a 89 | 12    |
| 0     | 80 a 84 | 20    |
| 16    | 75 a 79 | 20    |
| 28    | 70 a 74 | 12    |
| 16    | 65 a 69 | 36    |
| 16    | 60 a 64 | 32    |
| 24    | 55 a 59 | 24    |
| 28    | 50 a 54 | 16    |
| 24    | 45 a 49 | 36    |
| 16    | 40 a 44 | 20    |
| 20    | 35 a 39 | 16    |
| 24    | 30 a 34 | 24    |
| 20    | 25 a 29 | 12    |
| 24    | 20 a 24 | 12    |
| 28    | 15 a 19 | 24    |
| 32    | 10 a 14 | 20    |
| 24    | 5 a 9   | 4     |
| 16    | 0 a 4   | 16    |

## Economia
El 2007 la població en edat de treballar era de 455 persones, 313 eren actives i 142 eren inactives. De les 313 persones actives 274 estaven ocupades (159 homes i 115 dones) i 39 estaven aturades (14 homes i 25 dones). De les 142 persones inactives 52 estaven jubilades, 27 estaven estudiant i 63 estaven classificades com a «altres inactius».

### Ingressos
El 2009 a Montreuil-l'Argillé hi havia 369 unitats fiscals que integraven 845,5 persones, la mediana anual d'ingressos fiscals per persona era de 13.725 €.

### Activitats econòmiques
Dels 51 establiments que hi havia el 2007, 2 eren d'empreses alimentàries, 1 d'una empresa de fabricació de material elèctric, 1 d'una empresa de fabricació d'altres productes industrials, 11 d'empreses de construcció, 8 d'empreses de comerç i reparació d'automòbils, 3 d'empreses de transport, 7 d'empreses d'hostatgeria i restauració, 1 d'una empresa d'informació i comunicació, 4 d'empreses financeres, 1 d'una empresa immobiliària, 3 d'empreses de serveis, 6 d'entitats de l'administració pública i 3 d'empreses classificades com a «altres activitats de serveis».
Dels 20 establiments de servei als particulars que hi havia el 2009, 1 era una oficina de correu, 2 oficines bancàries, 1 taller de reparació d'automòbils i de material agrícola, 1 autoescola, 2 guixaires pintors, 3 fusteries, 1 lampisteria, 3 electricistes, 1 empresa de construcció, 2 perruqueries, 2 restaurants i 1 agència immobiliària.
Dels 4 establiments comercials que hi havia el 2009, 1 era una botiga de més de 120 m², 2 fleques i 1 una fleca.
L'any 2000 a Montreuil-l'Argillé hi havia 42 explotacions agrícoles que ocupaven un total de 1.952 hectàrees.

## Equipaments sanitaris i escolars
El 2009 hi havia 1 farmàcia i 1 ambulància.
El 2009 hi havia una escola elemental.

## Poblacions més properes
El següent diagrama mostra les poblacions més properes.